# 虹色・お姉さま課長 出会い編
『虹色・お姉さま課長』（にじいろおねえさまかちょう）は、原作南智子、漫画きょんによる日本の漫画。2004年12月14日に単行本が発売。大手企業、博通広告代理店企画三課の平社員・宮城大地を中心とした社内ラブコメディ。顔は平凡で仕事もそこそこだが、誰もが認める美人に好かれる大地と、女上司・桜井奈々を初めとした美人たちとの絡みが特徴である。なお、きょんいわく、原稿化はされていないが続編はちゃんとあるとのこと。

## 第一話（奈々課長のひざまくら）
大手企業・博通広告代理店の屋上で佐々木が上司である女課長・桜井奈々に強引に肉体関係を迫ろうとしていたが、そこにタバコを吸おうとやって来た宮地大地が偶然現れたことで事なきを得る。
大地に邪魔をされたと腹を立てた佐々木の逆恨みにより、大地が苦手なプレゼンをさせて恥をかかせようとし、また自分を振った奈々にも、大地が絶対に失敗をすると見越して大地の尻拭いをさせる形で、恥をかかせるために同行させるよう仕向ける。
慣れない仕事で不安に駆られる大地を叱咤激励する奈々は、大地を抱きしめキスをする。プレゼンは無事終了し、打ち上げで二人で飲みかわし、屋上で助けてもらったことで大地に惚れていた奈々は大地をホテルに誘う。
大地はキスをしながら奈々の服を脱がせ、そして奈々の裸体をおがんだ後に、大地は奈々の乳首を舐めて吸い奈々の乳房をまずは味わう。奈々も大地にフェラをするなど積極的になり、大地をいかせたことでパンツを脱ぎ自分にクンニをさせる。だんだん乱れた奈々に興奮した大地は、奈々と合体をして果てた。そしてドキドキが収まらない大地にさらに膝枕をしてあげた奈々であった。

## 第二話（秘密の関係ゆえに…）
奈々と関係を持ってから一か月以上、それ以来、逢引はおろか、上司と部下の会話しかなく、まるで奈々と関係をもったのが嘘であるかのように会社で奈々に叱責されている大地。大地は奈々と関係をもった日のことを忘れることができずにムラムラをする毎日を送っている。そして資料室で奈々と二人きりになったことで、ついに自分の感情を爆発させて、奈々に抱きつき、自分の抱いていたい思いを改めて打ち明ける。実は奈々は大地に対して変わらない想いをもっていたが、迂闊なことをして周囲にばれないようにしていただけであり、大地の思いを聞いたことで、二度目のエッチを始める。会社でエッチをすることでスリルを楽しみ、奈々をバックで突いて二人は一緒に果てて、完全に互いを意識した恋人となった。

## 第三話（能ある鷹は誘惑される!?）
給湯室で男性社員の事で話をはじめた女性社員たち。その中の一人であり、新入女性社員の中で「男性社員からNO.1」と言われる里中美帆は「宮城大地さんがいい」と発言をし、うだつの上がらない彼を指名したことで周囲の女性社員から引かれる。そこに「社内恋愛の話はやめなさい」と奈々の説教が入ったことで女子たちは話をやめるが、里中は奈々に対して「恋愛は大事」と直言する。仕事に打ち込んでいた大地を奈々は二人で会える場所を提示するために頃合いを見計らって現れるが、里中も現れ、誘惑的な態度で話に入り、大地と奈々をもやもやさせる。仕事が終わり奈々と会おうとした大地は、里中がまだいたことに驚き、話をしようとするが、突如、里中に抱きつかれ、大地をしどろもどろにしながらキスをして裸になる。大地に自分の胸を吸わせ、自身は大地の股間を触り、パイズリもするなど徹底的に大地を辱め、自分からまたがり挿入をするが、大地のペニスが想像以上に気持ちよかったことで、隙だらけになり、大地にいかされる。自分が思っていたよりもすごかった大地に感嘆をして里中は帰り、遅い大地を心配した奈々がきたことで、ここの話は終わる。

## 第四話（アイドルは脱皮前）
ホテルで熱い一夜を交わし、帰らなければいけない時間がくるまでに何度も絶頂を迎える大地と奈々。翌日、大地は、重役であるおじのコネをつかい大地と同じ部署にきた里中と、仕事に出かけることになる。その仕事とは大手事務所マリオンプロの専務、榊セリカから自分の所属タレントで国民的アイドルでもある鮎川ちえりに博通広告代理店とも関係のあるグラビアをしてほしいが、当の彼女が全く乗り気でないので説教をしてほしいとのこと。「今まで清純として売っていたのに、撮影とかでファンから変態みたいに思われたくない」との理由で断固拒否の態度をとるちえり。そんなちえりに、里中は「女は男をドキドキさせるのが当たり前」と諭され、ちえりにレズ行為を仕掛ける。ちえみの体に触り、強引にエッチなポーズをさせ、そして服を脱がせて、ちえりの左乳首を吸って、右乳首をいじる。この光景をみて勃起していた大地の下半身をちえりに見せて、痴情をそそらせたことで、ついにちえりをその気にさせて、二人で大地にフェラをして、ちえりから挿入をお願いされ、里中もクンニなどで手伝い大地はちえりに入れてしまう。完全に羞恥心がなくなった、ちえりは撮影に積極的になり、笑顔で仕事に応じ、大地も成功したと安心する。しかし、ちえりの事務所の上司である榊からは、どのような方法でちえみを説得したのかを疑問に抱かれてしまう…。

## 第五話（会いたさの感度）
互いに仕事が忙しく中々会えない大地と奈々。奈々は欲求不満から社内の女子トイレで自慰にふけっていた。
社内カフェテリアで昼食をとっていた奈々は里中と会い、自分の痛いところをついたような里中の恋愛話にビクビクしていた際に、更には榊もあらわれ、大地に用があるので場所を教えてほしいと頼まれるが、この時に奈々と里中は「名前を憶えないことで有名な榊が大地を名指ししたこと」に驚く。そして屋上にいった榊は大地に仕事の結果を報告したが、そのときに「ちえみに何をしたのか」を遠回しに責める言い回しをして、大地を怖がらせ、大地の耳たぶを噛んで帰って行った。
そしてやっと二人の時間を作れたことで、大地は奈々が待っているホテルに行く。そこにはランジェリーを着た奈々がおり、大地は目で楽しみながら奈々とのエッチにふけるが、実は大地に盗聴器を仕掛けていた榊により、榊は二人の関係を知るに至った。

## 第六話（ハメられた!）
前日の一夜（第五話）を経て、朝になってもムラムラが収まらない大地は奈々の左胸に吸い付き、バックの態勢で奈々に挿入し再度セックスを始める。耽っていた結果、会社に遅れそうになったことで二人はホテルを出て、奈々よりも遅く大地は会社に出勤するが、奈々と一緒に榊がいたことに驚く。榊に発見されて、実は盗聴器を仕掛けて、大地と奈々の関係をしったことを吐露して、口止め料に大地は身体を要求される。
榊に股間を握られながらキスを仕掛けられ感じてしまった大地はパイズリをしながらのフェラもさせられたことで射精をしてしまうものの、攻めているはずの榊がドキドキしてしまい、榊自身から身体を求めるようになってしまった。
大地を「女をその気にさせて落とすタイプ」と悟った榊は、大地に身体を任せるようになり「誰にも言わないから、いかせてください！」と下手に出て頼み、果てる。
奈々は来るのが遅い大地を叱責しながらも、心配のそぶりを見せて安心するが、唐突な話で大地に接してきた里中をみてイライラする奈々でこの話は終わる。

## 第七話（パーティは大混乱）
とある日曜日。上司のホームパーティに出ることになった会社の面々は主催者である三宅部長の人使いの荒さと態度の悪さにうんざりする。部長から用事で買い出しを頼まれた大地は、店が分からず困っており、三宅部長の奥さんである早苗と一緒に車でいくことになるが、なぜか大地は早苗にフェラをされた状態で運転をすることになり、目的地についたところで流れで本格的なセックスをした。実は大地が三宅に絡まれた奈々を助けたのを見て、かっこよさを感じての行動であり、大地を堪能したいと思っての行動でもあった。事が終わり、早苗は部長を見捨てないでほしいと大地に頼み、約束をした。

## 第八話（出没!榊専務）
とあるホテルのプールに来た奈々。そして関係者に見られないように慎重にガウンを被っていた大地。絶対に知り合いや関係者がいるわけないと踏んだ奈々の考えでのプールデートであったが、そこには榊がおり、見つかってしまった二人は言い逃れが出来ない立場に追いやられてしまう。榊はまずは大地に、頼んでおいた企画を急遽持ってきてほしいと遠くへ行かせ、奈々には人目につかないほうがいいという理由から関係者用の休憩室に連れ込む。休憩室にいくまでに榊は陰険に、奈々と大地との関係やその後について語り、奈々を冷や冷やさせる。休憩室についた榊はカーテンなどを閉めながら、このことをバラされたくなかったら、自分の会社のタレントを起用してもらいたいと奈々に癒着を持ちかけたりなどをしたが、奈々は拒否をする。この言葉を聞いた榊はガウンを脱ぎながら「ならば身体で払ってもらう」と奈々のガウンも脱がしながらキスをする、同性からの突然のキスに驚く奈々にお構いなしに、榊は偶然あったソファに奈々を押し倒し、「この業界は美女も沢山いるんだから、そっちも頂かないと勿体ない」と持論を語る榊は水着の上から奈々の乳首を触り、非常によがるのを見て「これで感じるのなら、直接いじるとどうなるんだろう」と奈々の水着を外し生乳を露出させる、そして本格的なレズプレイを開始した榊は、奈々の左乳首を舌で高速で舐めまわし、もう片方の右乳首を薬指でこするという性技で奈々の両乳首を愛撫して感じさせる。我慢しようとする奈々を諭しながら今度は左乳首を甘噛みして吸い付く。快感に逆らえず訳がわからなくなる奈々だが、榊はお構いなしにパンツを脱がし奈々の性器をじっくり拝めてから、奈々の股間にキスをして舌でなめ回すようにクンニし、奈々も感じてしまう。奈々は絶頂を迎えようとするが、そこに来客がきて一度中断、奈々はいかずに済んだものの、その来客は大地であった、榊と裸の奈々を見たことで何があったのかを悟った大地は気まずくなり奈々もあたふたする。そんな奈々を尻目に大地に奈々とセックスをするように命じる榊であるが、二人の営みを見たことで前回の大地の絡みを思い出してしまった榊は水着を外して全裸になって介入して、奈々の顔にまたがりってクンニさせながら、奈々の左乳首を摘まむ。3Pに発展して、汗だくになりながら果ててしまった。榊は二人に対して周囲に対する注意力の欠如も指摘して帰り、奈々も榊に一目置くようになった。

## 第九話（美尻でドッキリ）
仕事の事でお尻の化粧品について勉強をしている大地。その様子をたまたま里中に見られて「そっち（アナル）やってみますか？」と誘惑される大地だが、このやり取りを発見した奈々に注意され、この場は収まる。しかし、このことで触発された奈々は「お尻にも自信がある」と大地とお尻を重視したエッチをする。ひとまずは成功して両者は気持ちよさに浸っていたが、奈々のお尻を見た大地は、奈々にモデルの資質を感じて、表紙に奈々のお尻を載せる。

## 登場人物
宮城大地
主人公。大手企業・博通広告代理店企画三課の男性社員。社員寮で暮らしている。年齢設定はないが奈々より年下。うだつのあがらない性格で周囲の人間から小馬鹿にされることもあるが、個人的にはかなりの幸運を持っており、後述の（決して大地が望んだものではないが）女性関係の豊富さを初め、作中での出来事が自分の仕事や人間関係の成功につながったエピソードも多い。顔も仕事能力も平凡だが、奈々を初め、誰もが認める美人から好かれる性分の男であり、他の女性の色気に惑わされないようにと恋人の奈々だけをみる努力はしているが、あまりにもエッチに積極的な周囲の美女に振り回される日々を送っている。誠実な性格で誰もが羨む奈々と付き合えて幸せを感じることはあっても、絶対に調子に乗らず、他の女性からモテて（完全に女性側からの）成り行きで肉体関係を持っても自己嫌悪に陥り反省するなど強い自制心を持っている。佐々木に言い寄られていた奈々を助けたのを機に互いに惹かれ合い交際をするようになったが社内恋愛が禁止なので周りには当然隠している。現実的でもあり、榊のお気に入りのちえりとエッチしたことが榊に最初からバレているのがわかっており、高を括ることがある奈々に反して、慎重で実際に正解していることがあるなど、思慮深さも持っている。エッチが上手いわけではなく、男性的な魅力を感じる肉体をしているわけでもないが、経験豊富な里中と榊からは女が喜ぶ体をしていると絶賛されている。作中では一度しか描写がないが、喫煙者であり屋上につく前にタバコをくわえるなど愛煙家でもある。
桜井奈々
大地と並ぶもう一人の主人公でありメインヒロイン。博通広告代理店企画三課の若き女課長で大地の上司。年齢設定はないが大地より年上。携帯電話はピンク色。内外の人間から認められているキャリアウーマンだが、評価とは裏腹に個人的に不幸な一面があり、第一話ではあやうく佐々木に犯されかけ、大地との恋人関係に幸せを感じてはいるが、その大地が意外にモテていることにビクビクしている。また、事情はどうであれ、複数の女性と関係をもった大地とは違い、奈々自身は大地と付き合ってからはほかの男性とは肉体関係を持たなかったが、れっきとした異性愛者である自分が、同じ女性である榊にレズレイプをされるなど、大地とは正反対に不幸が目立つところもあった。青い目の金髪の美人、外人顔負けの巨乳、ウエストの細さはもちろん美尻であり小尻とも評されるヒップのナイスバディで、男はおろか女からも狙われるほどであり、里中からは「恋のライバルなら正攻法では勝てない」「女の私でもクラっとくる」と言わしめ、裸を見た榊をして「乳首も性器も綺麗なピンク色、20年以上も業界にいるが、こんなに見事な体はみたことがない」といわしめた。家族に関する描写は少なくとも父親と一緒に暮らしている。形状は同じだが色違いのビジネススーツを何着も持っている。厳格かつ凛々として気が強いように振る舞い、大胆な行動をすることもあるが、実際の性格は押しが弱く、男の佐々木はおろか、女性の榊にも力ずくで成すがままにされるなど腕力も無い。作中でも、1.2を争うほどの常識人で大地同様に性に奔放ではないが、大地を喜ばせるためにエッチが上手くなろうという努力している。また愛撫をされると非常に敏感に反応し、グラマラスな肉体も相絡まって、相手をなお喜ばせる色気をもつ。
佐々木
博通広告代理店に勤める大地の同期で、同期の中では一番成績がいい。大地同様、社員寮で暮らしている。陰険な性格。奈々に言い寄っていたところを大地に邪魔されたことで大地が苦手なプレゼンを押し付け、同行した奈々にも恥をかかせようと仕向けたが、実際には成功してしまい、二人の交際のきっかけとなった。奈々には何度も言い寄っていたようであり、榊には名刺を35回渡しても名前を憶えてもらえてない。頭が切れる描写が多いが、周囲の幸運のほうが上回り、自分の思い通りにならないという形で失敗をするなど、損な役回りが多い。
里中美帆
今年の新人社員で男子の人気ナンバーワンと言われる女性社員。会社の常務の姪であるらしく縁故入社。おしとやかに見えるが本性は淫乱でありレズもできる両刀使い。男を見る目はあると自負している。楽観的で、大事な顧客である榊を全く恐れておらず、ちえりとのセックスの件もばれていないと楽観視していた。軽犯罪であろうと法律に引っかかる行為をする榊に比べると常識的だが、興奮していたとはいえ、割れてるビンがあるところに大地をはたいて、顔を突っ込ませて怪我を負わせるなど、暴力的な面でも少々危ない面がある。将来の婿を探すために入社したと公言しており、大地を「能ある鷹は爪を隠す」と目をつけてセックスをして、実際に大地を気に入った。おじである常務にたのみ、大地のアシスタントに異動した。小悪魔で男好きのする印象と不自然に大地に近づき、一緒に仕事をよくしていることから、奈々から大地を狙っていると悟られ、警戒されている。奈々の魅力を認めており、最終話では大地が奈々に片思いしていると思い、奈々に対して大地を狙っているとライバル発言をした。なお、アナルもできるとのこと。
鮎川ちえり
若者たちに絶大な人気を誇り、上司の榊からもドル箱アイドルと認められており、会社で雑談をするほど目をかけてもらっている。雑誌のグラビアからTVのバラエティまで幅広く活動中で歌手としてCDも二枚出している。身長160cm、スリーサイズは上から88・58・85。埼玉県出身、B型。マリオンプロ所属。Hなポーズの写真撮影の仕事を嫌がることから説得をしてほしいと頼まれた大地と里中が現れ、嫌がる理由が「Hな印象を残して男から変態だと思われたくないから」と聞いた里中に「女は色気を振りまくもの」と諭された上でレズの施しを受けて、性に目覚め、大地を巻き込んでの3Pに発展。セックスが終わったころには抵抗がなくなったようであり、写真撮影を快く引き受けるようになった。作中では「Hなことは嫌」というスタンスをとっていたが、処女というわけではなく、また同姓の里中から愛撫されても嫌がらずに受け入れるなど、かなりの淫乱であった。榊が盗聴器などを仕掛けているなどの軽犯罪をする一面はわかりきっているようであり、かなり親しいことからも先述のレズビアンの一面と後述の榊の女性関係から、女性同士で榊と肉体関係を持っていることが示唆されている。
榊セリカ
大手事務所マリオンプロの専務。眼鏡をかけ、左の前側の髪をオールバックにし、ポニーテールにまとめた長髪を右肩の前に垂らした髪型が特長的。作中で奈々が大地以外で唯一、肉体関係を持った人物ともなる。基本的には丁寧語で話し、物腰の柔らかい女性で、業界の処世術に長けているが、他人の気まずい部分を指摘するなど、どこか陰険。また狙った相手は逃がさないなど強欲であり、下手をすれば犯罪者の一面もある性格。原案の南いわく、人が悪くていやらしくてちょっぴりサドの食えない女のつもりで考えたとのこと。業界に入って20年以上が経つと語っており、高卒などを踏まえると38歳以上であることが示唆されている。奈々を強引に押し倒すなど腕力はそれなりにある。奈々に勝るとも劣らないナイスバディの持ち主で、性欲も凄まじく、男はもちろん「この業界は美男美女が多いのだから、片方だけではもったいない」という持論から女性とのエッチにも積極的なレズビアンでもあり、作中では奈々とエッチ（実際には一方的なレズレイプ）をした。その性欲・性技・積極性は里中を超えており、性技に関しても業界で「舌を何枚持っているかわからない女」と評されている口技を持っており、榊と初めてエッチをした大地はキスをされた際に「絶妙すぎる」と感嘆しており、女性の奈々に対してもキスはおろか、舌を使い高速で奈々の乳首をなめ回した乳首攻めやクンニなどで大地がした以上に奈々を喘がせている。また指技にも長けており、水着の上から奈々の乳首の場所をピンポイントで発見して触り、そのまま両乳首を両手の人指し指と薬指で挟むように触り、先述の奈々の左乳首を舐め回していたさいには、同時にもう片方の右乳首を左手の薬指で素早くこするなど、両胸を同時に愛撫する合理的な性技を見せ、大地とのキスの時にもキスと同時に大地の股間を掴む技を見せた。ちえりの事で大地達に説得をしてもらうように頼み、実際に成功したことを感謝したが、肝心の説得の方法に興味を持ち、これを機に頻繁に博通広告代理店との交流をするようになった。興味がある人間の名前しか憶えないらしく、榊に名前を覚えられるのはステータスとされる。一度、博通広告代理店に来客をして大地に会った時に大地の服に盗聴器を仕掛けており、その盗聴器により大地と奈々の関係を知った。口止め料として以前から興味があった大地と肉体関係を持ち、自分から積極的に攻めたものの、次第に心底から大地の体に興味を持って、惹かれてしまい、奈々との秘密を守るから互いに絶頂を迎えたいと約束をして果てた。それ以来、約束を守り、だれにも話していないものの、マリオンプロと年間契約しているホテルのプールで大地と奈々の密会を見つけて、大地を用事という名目で遠くへ行かせて、奈々を関係者用の休憩室へ連れて行き、二人きりになったところで、大地との関係を(楽しみながら)陰険にせめたて、口止め料として博通とマリオンプロの癒着を要求したが、奈々には断られる。「（ばらされるのも嫌で癒着も嫌）ならば体で払ってもらうしかない」と奈々にキスをしたあとに、偶然あったソファに押し倒し、水着の上から奈々の両乳首をいじり、それだけで感じたことから、意外に敏感だと悟り、「直だとどうなるのだろう」と更に興味を持った榊は奈々の水着を外して生乳を露出させる、そして奈々の左乳首を舐め回しながら、同時に右乳首を薬指でこする。両乳首を愛撫されて、想像以上に感じている奈々を、乳首を舐め続け続けている状態で「意外と乱れる」と評した後に、「我慢なんてすることはない」と諭しながら、舐めていた左乳首を甘噛みした後に、口に含んで吸いながら、大地との性体験から敏感になったのだと指摘し、奈々の左乳首を吸い続ける。いったん攻めを中止して、今度は下の水着を脱がして、股間をじっくり見ながら、綺麗と評価した後に奈々の股間に舌を入れてクンニリングスをしかけ、奈々の股間をなめ回す。奈々は絶頂しそうになったが、大地が戻ってきたことで一旦中止し、今度は二人のセックスを見てみたいと促す。一部始終をみたが、自身もムラムラしてしまい、奈々の左乳首をつまみながら、顔にまたがり3Pへと突入。終わった後となり、大々的な行動をしたわけだが、榊は「これなんてまだマシなほう、私ではなく同僚やライバル会社はもっと追い込んでくる」と諭し、大地と奈々の不用心を指摘した。奈々は表面上は榊にクールな態度をとったが、実際はこの時の説教が正論と認めており、榊のことを人生の先輩と一目を置くようになった。原案の南いわく、奈々を引き立たせるために登場させたが、読者からの人気が非常に高く驚いたとのこと。作画を担当したきょんのお気に入りのキャラクター。
三宅部長
博通広告代理店の部長。妻がいながらも、他の女性にも話しかける女たらしで、給湯室ではハンター三宅と呼ばれている。些細なミスや欠点を一々大事にして突っかかるなど性格は陰険で妻にも亭主関白を気取っている。
三宅早苗
三宅部長の奥さん。母性的な性格の美人で胸も大きい。夫が大地を侮辱した際の大地と奈々とのやり取りを見たことで、その時の大地の行動が男らしいと感嘆して興味を持ち、自宅の車の中でセックスをした。夫の事は最低だと思っているが、それでも会社の為に頑張っていると認めており、大地にも嫌わないでほしいと頼んでいた。完全なゲストキャラクターであり、名前のある女性の登場人物で一話だけの登場だったのは彼女だけであり、女性の登場人物でレズプレイも3Pもしていないのも彼女だけである。

## 用語
博通広告代理店
大地が勤務する広告代理店の会社。大手事務所として知られるマリオンプロと提携もするなど、会社の規模は大きい。社内恋愛を禁止しており、このことが物語の大きい要因となっている。大地と奈々、佐々木が所属する三課は優秀と言われている。
マリオンプロ
大手芸能事務所。榊が専務として勤務しており、ちえりがトップアイドルとして所属している。所属している人間で作中で登場しているのは、この二人だけで具体的な事務所の実情などは描かれていないが、大地や奈々の榊に対する反応を見てもわかるように、非常に社会的地位が高いのがわかり、ホテルと年間契約するほどの経済力がある。

## 外部サイト
虹色お姉さま課長 - 漫画 電子書籍 - DMM.R18